# 電波フリークス80.4
電波フリークス80.4（でんぱフリークスはちまるよん）は、エフエム北海道（AIR-G'）で1993年4月から1996年3月まで放送された深夜番組。
放送時間は月曜日から金曜日の26:00（2:00） - 27:00（3:00）。

## 概要
- 「80.4」とはFM北海道（AIR-G）の札幌親局の周波数である。
- 日替わりで現役女子大生がパーソナリティーを務めるというコンセプトで開始された。なお、本番組のスタートにより、それまで平日26:00 - 27:00枠でTOKYO FMからのネット受けで放送されていた『スーパーFMマガジン・NORU SORU』は打ち切られた。
- 番組中では、アマチュアの音楽や北海道内の大学生を対象の中心として集計した「カレッジチャート」のランキングも紹介していた[1]。
- 北川久仁子や宮永明子のほか、道内外で活躍するラジオパーソナリティの人材発掘や育成に貢献した。
- 金曜日は、1993年3月まで単独番組だった西脇秀之パーソナリティの『CMJ HOT JAM』（のち『HOT JAM』に改題）がそのまま本番組の金曜枠に入り、本番組終了時まで放送されていた。

## 各曜日のタイトルとパーソナリティ
※カッコ内は当時の在学校名

### 月曜 - 木曜
1993年4月～1993年9月
- 月『薔薇バラ・マンデー』北川久仁子（藤女子短大）、細川美穂[3]（藤女子短大）
- 火『TALK TO TÕKO』古内東子（SONY MUSIC）、藤田理枝子（北海学園大）
- 水『いけない水曜日』宮永明子（武蔵女子短大）
- 木『PLACE IN THE SUN』山館寿郎（札幌大学）、宮嶋広樹[4]（札幌大学）

1993年10月～1994年3月
- 月『るんばDEるんば』北川久仁子（藤女子短大）、原典子（北海道女子短大）
- 火『タラリアンナイト』山本由佳（藤女子大学）、毛利亜矢（札幌大）
- 水『あやしい水族館』宮永明子（武蔵女子短大）、山田ちづる[5]（静修短大）
- 木『THURSDAY CIRCUS』目黒由香（小樽女子短大）、佐藤康代（藤女子大）

1994年4月～1994年9月
- 月『猿にかわっておしおきよ！うっきー』新田美紀（札幌大学）、山内里衣子（北星学園女子短期大学）
- 火『ムッシュめらめら』梅原愛子（静修女子大学）、中港久美子（静修女子大学）
- 水『真夜中のBLUE』木川理恵（藤女子短期大学）、金野博美（藤女子大学）
- 木『もく・もく・MOKKORI』今泉有理（藤女子大学）、七戸薫子（道都大学短期大学）

1994年10月～1995年3月
- 月『ちょっとゼリーの2時ですよ』鈴木貴子、桑島明日美[6]（静修短大）
- 火『MICにチュ♡チュ♡』須藤典子（北星短大）、清水目由美子（静修短大）
- 水『ベッドでヌクヌク聴いてムーチョ〜』渡邉美樹（札幌大学）、三浦亜希子（静修短大）
- 木『ニャンニャン・し・ナイト♡』高橋理恵（北星学園大学）、汐川暁子（藤女子短期大学）

1995年4月～1995年9月
- 月『プルプルMOONに逢いに来て！』清水亜季（藤女子短大）、岡村民恵（北海道医療大学）
- 火『L.I.P.Tuesday』辻安希子（北星学園女子短大）、寺崎千佳子（藤女子短大）
- 水『パパ・いやぁ〜ん！』飯田笑子（静修短大）、沖野恭子
- 木『ポッ！栗　月夜にポヨヨーン』久居早苗（静修短大）、坂本まゆみ（小樽女子短大）

1995年10月～1996年3月
- 月『ちゅるちゅる美密（みつ）る』久居早苗（静修短大）、穴田香織（藤女子大学）
- 火『ラブラブメロウナイト』菱沼利佳子（藤女子大学）、田中香（札幌大学）
- 水『ぷよぷよ』清水亜季（藤女子短大）、中原千春（北海道女子短大）
- 木『トンバでGO！GO！』坂本まゆみ（小樽女子短大）、豊田雅恵（北星学園大学）

### 金曜日
- 『CMJ HOT JAM』→『HOT JAM』西脇秀之
（この番組自体は1992年10月に金曜日の26:00 - 27:00枠でスタート。1993年3月までは単独番組だったが、同年4月から本番組の金曜日枠に入る。1995年4月期は柿島伸次が共演）

## その他
- 『るんばDEるんば』終了後に当時番組ディレクターだった藤井要一(手風琴)と原典子が結婚した。[7]